# Swainsona galegifolia
Swainsona galegifolia är en ärtväxtart som först beskrevs av Henry Charles Andrews, och fick sitt nu gällande namn av Robert Brown. Swainsona galegifolia ingår i släktet Swainsona och familjen ärtväxter. Inga underarter finns listade i Catalogue of Life.

## Bildgalleri

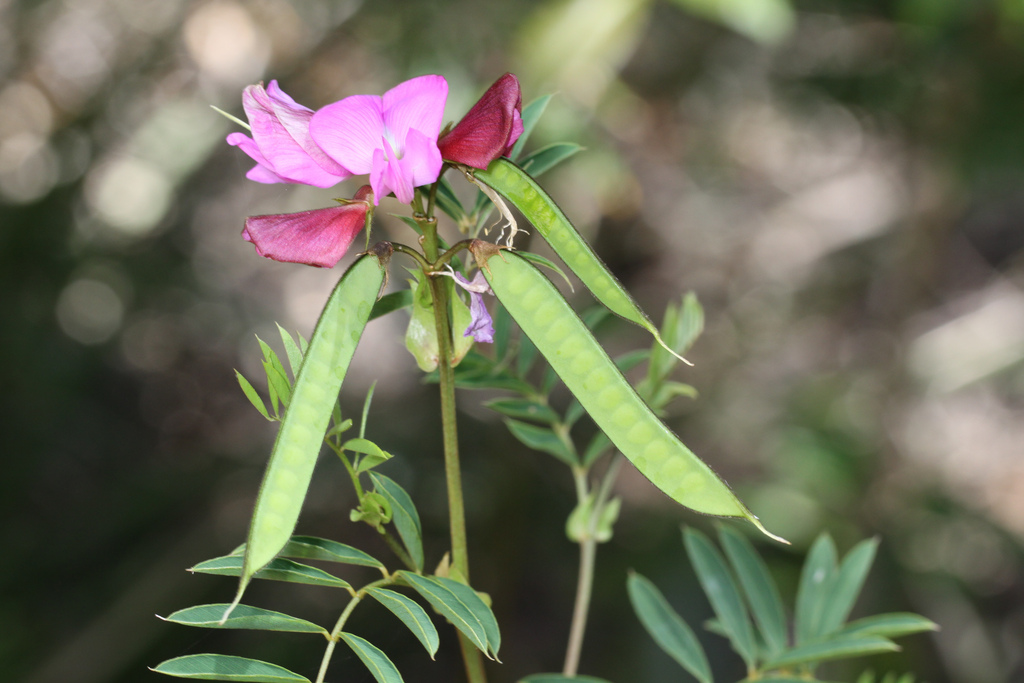